# Mariama Ouiminga
Mariama Ouiminga (sinh ngày 24 tháng 1 năm 1970) là một người chạy nước rút Burkina Faso. Bà đã thi đấu ở nội dung 100 mét nữ tại Thế vận hội Mùa hè 1988.